# ابزار دستی

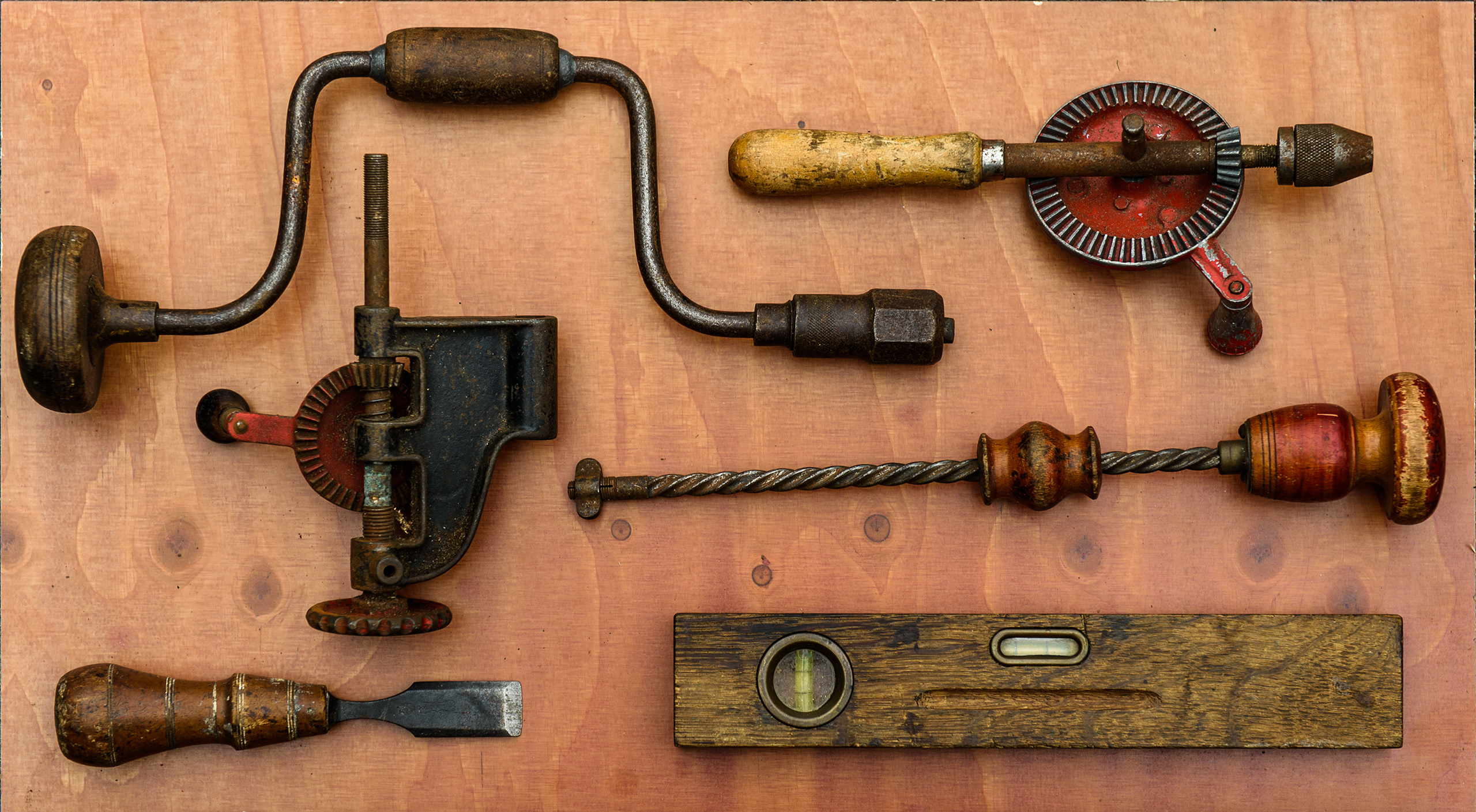
کلکسیون ابزار قدیمی شامل چند نمونه دریل دستی، تراز و اسکنه

ابزار دستی، (به انگلیسی: Hand tool) گونه‌ای از ابزار است، که جهت استفاده انسان (دست انسان) طراحی می‌شود و سازوکار آن نیز بگونه‌ای است، که با کمک ابزار دستی مورد نظر، انرژی کمتری مصرف می‌شود.
ابزارهای دستی هزاران سال است که توسط انسان ساخته و مورد استفاده قرار می‌گیرد ولی شکوفایی آن به قرن نوزدهم به بعد، باز می‌گردد. از ابزارهای دستی شناخته شده، می‌توان به: چکش، انبردست، پیچ‌گوشتی و اسکنه اشاره نمود.